# Mikkel Mena Qvist
Mikkel Mena Qvist (Bogotà, 22 aprile 1993) è un calciatore danese, difensore dell'HB Køge, in prestito dall'Horsens.